# Вонтони

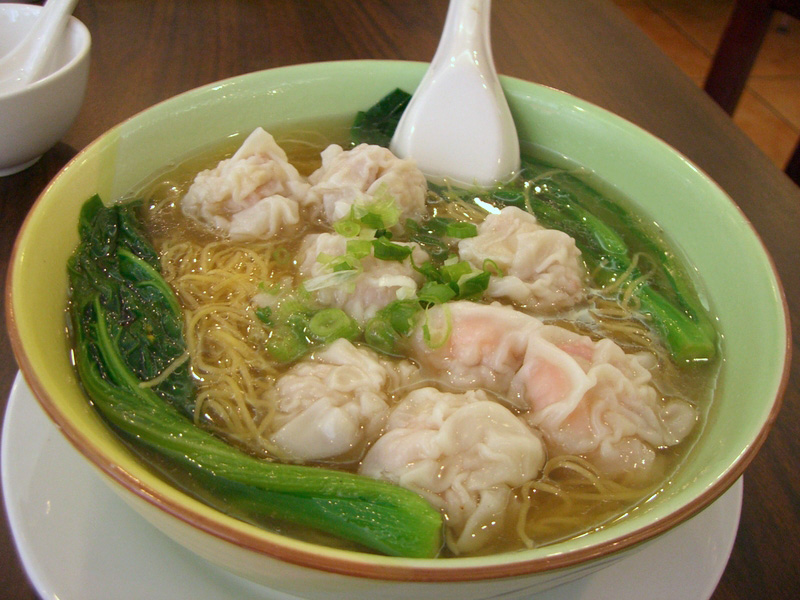
Суп з локшиною і вонтонами

Вонтони або хуньтунь (кит. трад. 餛飩, спр. 馄饨, піньїнь: húntún, юе [wɐ̀ntʰɐ́n], також юньтунь кит. трад. 雲吞, спр. 云吞, піньїнь: yúntūn, юе [wɐ̀ntʰɐ́n]) — різновид пельменів в китайській кухні. Вонтони зазвичай подають в супі, але іноді й смажать. Їх заправляють не тільки м'ясом, а й грибами сянгу і стеблами молодого бамбука.
Суп з вонтонами особливо популярний на Новий рік, оскільки вважається, що локшина в ньому символізує довголіття. Обсмажені вонтони можуть продаватися й окремо, як свого роду фастфуд (особливо в Гонконзі). Від кантонського слова походить назва японської локшини удон.